# داروی ضدروماتسیمی اصلاح‌کننده بیماری

ساختمان شیمیایی متوتروکسات

ساختمان شیمیایی هیدروکسی کلروکین

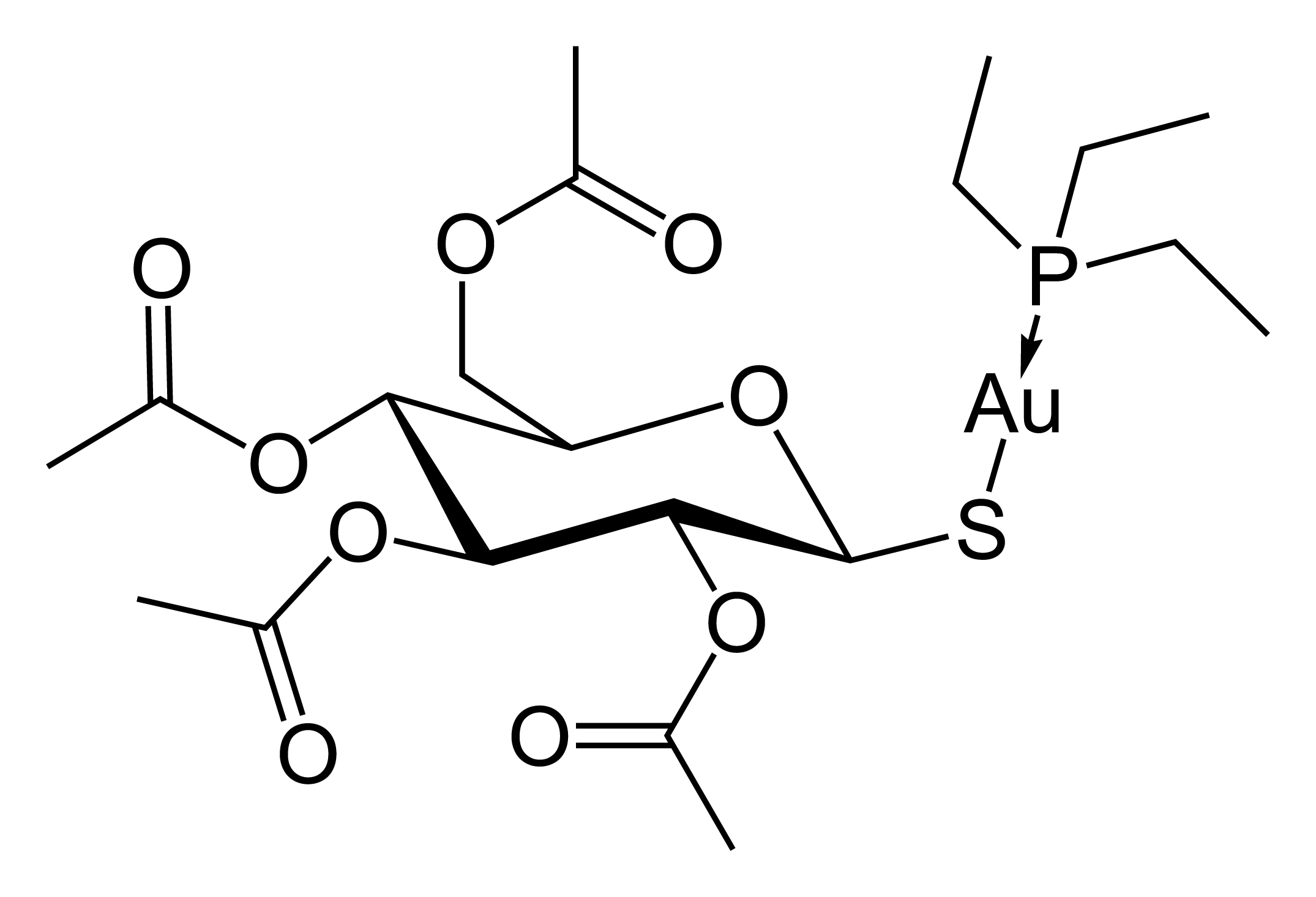
ساختمان شیمیایی اورانوفین، نوعی مِـلح طلا

داروهای ضدروماتیسمی اصلاح‌کننده بیماری (انگلیسی: Disease-modifying antirheumatic drugs) که در فارسی با نام‌های دیگری همچون داروهای ضدروماتیسمی تعدیل‌کنندهٔ بیماری و داروهای ضدروماتیسمی تغییردهنده سیر بیماری هم شناخته می‌شوند، گروهی از داروهای ضدروماتیسم هستند که در درمان روماتیسم مفصلی (RA) به کار می‌روند تا سیر پیشرفت آن را کُند و آهسته کنند.
این دسته از داروها، با داروهای ضدالتهاب غیراستروئیدی (که کارشان درمان التهاب و نه علت اصلی زمینه‌ای است) و استروئیدها (که موجب تضعیف دستگاه ایمنی می‌شوند اما به‌تنهایی برای جلوگیری از پیشرفت بیماری کافی نیستند) فرق دارند.